# 228133 Ripoll
228133 Ripoll è un asteroide della fascia principale. Scoperto nel 2009, presenta un'orbita caratterizzata da un semiasse maggiore pari a 2,3595426 au e da un'eccentricità di 0,1873229, inclinata di 1,70546° rispetto all'eclittica.
L'asteroide è dedicato all'astronomo spagnolo Andrés Ripoll.